# Venturia uttara
Venturia uttara är en stekelart som beskrevs av Maheshwary 1977. Venturia uttara ingår i släktet Venturia och familjen brokparasitsteklar. Inga underarter finns listade i Catalogue of Life.